# Istvan Bakx
Istvan Bakx (Vlissingen, 20 gennaio 1986) è un ex calciatore olandese di ruolo centrocampista, tecnico dell'Under-18 del JVOZ.

## Carriera

### Giocatore
In carriera ha giocato complessivamente 2 partite nella prima divisione olandese, 27 partite nella prima divisione belga ed una partita nei turni preliminari della UEFA Europa League; ha trascorso gran parte della carriera nella seconda divisione olandese.

### Allenatore
Ha allenato la formazione Under-18 del JVOZ.